# 海埔厝
海埔厝，是臺灣彰化縣鹿港鎮的一個地名，位於該鎮西部濱海地帶。就行政區而言，範圍大致包括海埔里北半部、詔安里西北部、洋厝里不含西北部、山崙里東半頁（本島部分）最南端。

## 歷史
台灣清治末期至日治初期，海埔厝地區為一街庄，稱為「海埔厝庄」，隸屬於馬芝堡。該庄西邊臨海，昔日海岸線較今日近，外側有大片沙洲；北與草港尾庄為鄰，東北與南勢庄為臨，東邊一小段與廖厝庄為臨，東南邊及南邊為顏厝庄，西南邊為鹿港街。
1901年（日治明治三十四年）11月，該庄隸屬於彰化廳。1909年（明治四十二年）10月，改隸屬於臺中廳。1920年（大正九年），該庄改制為「海埔厝」大字，隸屬於臺中州彰化郡鹿港街，大字有「海埔厝」、「洋子厝」小字名。
戰後鹿港街改制為鹿港鎮，隸屬於彰化縣，大字亦改制為里。

## 海岸變遷
相較於1904年《臺灣堡圖》所繪，海埔厝地區海岸線已向西延伸約500公尺。其西側原有沙灘地帶現已成為「線西水道」，於彰化濱海工業區崙尾區、鹿港區之間出海。

## 交通
省道台17線又稱「西部濱海公路」，大致以南北向經過海埔厝地區中部偏東地帶，往北可前往線西、伸港、梧棲、清水等地，往南可前往芳苑、麥寮、台西、東石等地。省道台61線又稱「西部濱海快速公路」，亦大致以南北向經過本地區西部海岸地帶，可快速前往台灣西部海岸各地。
鄉道彰24線（牛埔巷、鹿草路二段554巷、溝廖圳路）是海埔厝至溝墘的道路，往東可經廖厝前往溝墘。

## 學校
- 海埔國小

## 歷史建築
- 原海埔厝警察官吏派出所